# Port lotniczy Brześć
Port lotniczy Brześć – port lotniczy położony w Brześciu w obwodzie brzeskim na Białorusi.

## Kierunki lotów i linie lotnicze
| Linia lotnicza | Kierunek                                     |
| -------------- | -------------------------------------------- |
| Belavia        | 1. Moskwa-Szeremietiewo (od 3 kwietnia 2024) |